# Cinglera de Rocablanca
La Cinglera de Rocablanca és una petita cinglera del terme municipal de Talamanca, al Bages, però tocant al terme de Monistrol de Calders. Forma una continuïtat amb els Cingles de Mussarra, els Cingles de la Lleixa i els Cingles de l'Estoviada, que formen tot el límit meridional del Pla de Mussarra.